# Mesacturus
Mesacturus is een geslacht van kreeftachtigen uit de klasse van de Malacostraca (hogere kreeftachtigen).

## Soorten
- Mesacturus dicrurus Kropp & Dominguez, 1990
- Mesacturus furcicaudatus (Miers, 1880)
- Mesacturus kempi (Odhner, 1923)